# Estación Totoralejos
Totoralejos es una estación de ferrocarril del departamento Tulumba, en el norte de la Provincia de Córdoba, Argentina.Se creó por los ferrocarriles

## Servicios
No presta servicios de pasajeros, sólo de cargas. Sus vías corresponden al Ramal CC del Ferrocarril General Belgrano. Sus vías e instalaciones se encuentran a cargo de la empresa estatal Trenes Argentinos Cargas.